# チャーリー・カード
チャーリーカード（英語：CharlieCard）は、マサチューセッツ州ボストンを中心に使用されている公共交通向け非接触型ICカードである。マサチューセッツ湾交通局（MBTA）のほか、マサチューセッツ州内のいくつかの地域交通局で主要な支払い手段となっている。MBTAの運営する路線のなかでも、利用は地下鉄とバスに限られ、通勤鉄道（コミューター・レール）やフェリーでは利用できない。
チャーリーカードは、交通システムの技術向上とトークンの持ち運びや回収の負担をなくすことを目的に、2006年12月4日に導入された。 これに伴い、従来の金属製トークンは2006年中に廃止された。
2017年から次世代型の運賃システム（AFC 2.0）への切り替えが進められており、第一段階として、2024年8月1日から地下鉄やバス路線におけるクレジットカードやスマートフォンによるコンタクトレス決済が可能になる予定である。2025年には、新しいチャーリーカード、アプリ、運賃箱が導入され、2026年には通勤鉄道やフェリーへの拡大が計画されている。

## 名称
チャーリーカードは、1948年のフォークソング「M. T. A.」のキャラクターであるチャーリーから名づけられている。この歌はボストン地下鉄の運賃の値上げへの抗議として書かれたもので、1959年にキングストン・トリオの演奏で有名になった。このほかに提案された名前に、「The Fare Cod」があるが、これは、初期のマサチューセッツ州経済で重要だった魚のタラ（Cod）とカード（Card）がボストンの発音では同音異義語となり得ることを利用した言葉遊びであると同時に、ロンドンのオイスターカードや香港のオクトパスなど、水生生物に由来する他の都市の交通系ICカードに倣ったものでもある。また、MBTAのシンボルであるTの字を利用した「T Go card」なども提案された。